# Christie Queiroz
Christie Medeiros de Queiroz (Goiânia, 23 de janeiro de 1973) é um escritor, encenador, jornalista, ilustrador e roteirista de histórias em quadrinhos brasileiro. Ele é conhecido por criar a Turma do Cabeça Oca, uma série de personagens que se tornaram referência nos quadrinhos e na literatura infantojuvenil no Brasil, especialmente em Goiás. Suas obras abordam temas atuais e somam cerca de 50 livros publicados, com mais de 1 milhão de exemplares vendidos. Queiroz recebeu o título de Mestre do Quadrinho Nacional na 32.ª edição do Prêmio Angelo Agostini.

## Biografia
Christie Queiroz nasceu em Goiânia em 23 de janeiro de 1973. Desde a infância, foi introduzido às artes por sua mãe. Aos cinco anos, criou o personagem Cabeça Oca depois de ouvir sua mãe chamá-lo assim enquanto ele desenhava em frente ao espelho. Em 5 de novembro de 1989, aos 16 anos, publicou a primeira tira da Turma do Cabeça Oca no jornal O Popular. Mais tarde, suas tirinhas também foram publicadas em outros veículos, como o Jornal do Tocantins e o Jornal de Brasília.

## Prêmios
Ao longo de sua carreira, Christie Queiroz recebeu diversos prêmios, incluindo:
- Mestre do Quadrinho Nacional no Prêmio Angelo Agostini, em 2016.[5][6][7]
- Melhor Livro Infantil no Prêmio Abigraf, em 2005 e 2008.[5]
- Prêmio Jaburu de Destaque Cultural em Goiás.[5]

Christie Queiroz também foi indicado ao Troféu HQ Mix, e suas obras receberam menção honrosa da Society for News Design (SND) em Nova Iorque, em 2005.

## Legado
A Turma do Cabeça Oca se tornou uma referência na literatura infantojuvenil brasileira, trazendo de forma lúdica temas do cotidiano, educação e cultura. Com mais de 50 livros publicados e mais de 1 milhão de exemplares vendidos, as histórias da turma foram adaptadas para diversos formatos, incluindo tirinhas diárias em quatro idiomas nas redes sociais, cartilhas educativas e espetáculos teatrais que percorrem o país.